# Jean Frédéric Senckeisen
Jean Frédéric Senckeisen (ou Johann Friderich Senckeisen, ou Senckeysen) est un orfèvre français actif à Strasbourg au XVIIIe siècle.

## Biographie
Issu d'une famille d'orfèvres inscrite à la corporation depuis 1668, il est reçu maître en 1744.
Son fils, Jean Frédéric II, devient maître à son tour en 1771. Il est Sénateur de la tribu en 1775-1776.

## Œuvre

### Orfèvrerie religieuse
L'église paroissiale Saint-Thiébaud de Chaouilley (Meurthe-et-Moselle) détient un ensemble composé d'un calice, de sa patène et de l'étui, réalisé entre 1749 et 1751, qui porte le poinçon du maître. Le calice est en argent repoussé, ajouré, ciselé, doré.
L'église protestante de Berstett (Bas-Rhin) abrite un service de culte comprenant un calice, une patène et une boîte à hosties. En argent partiellement doré, chaque pièce porte le poinçon de la Ville 13 penché à fleur de lys et la marque du maître. L'ensemble a été présenté au musée des Arts décoratifs de Paris en 1965 lors de l'exposition Les Trésors des églises de France.

### Orfèvrerie civile
Senckeisen est, avec Imlin II, Imlin III, Ehrlen et Vierling, l'un des cinq orfèvres ayant participé à la réalisation du grand nécessaire de voyage commandé entre 1740 et 1750 pour la landgravine de Hesse-Darmstadt.
Le musée d'Art de Toledo (Ohio) possède une écuelle à bouillon avec couvercle et présentoir, un ensemble en vermeil de 1749-1751, acquis en 1970.
Les ventes aux enchères permettent de connaître l'existence de pièces appartenant à des collections particulières. Ainsi, en 2010, une paire de bougeoirs et leurs bobèches en argent (1775) sont mises à prix à l'hôtel Drouot . Une timbale en vermeil à côtes pincées (1750-1789) est proposée lors d'une vente publique en 2020.